# Pomalca
Pomalca es una localidad peruana, asimismo es capital del distrito de Pomalca ubicado en la provincia de Chiclayo en el departamento de Lambayeque. La localidad perteneció al distrito de Chiclayo hasta 1998, cuando se creó el distrito de Pomalca. Esta ciudad se encuentra a 61 m s. n. m.

## Demografía
Según el Directorio Nacional de Centros Poblados, la ciudad cuenta con una población de 19 954 habitantes para el 2017. La población distrital asciende a 25 267, y se estima que sea de 27 016 habitantes para el 2020.

## Clima
| Parámetros climáticos promedio de Pomalca | Parámetros climáticos promedio de Pomalca | Parámetros climáticos promedio de Pomalca | Parámetros climáticos promedio de Pomalca | Parámetros climáticos promedio de Pomalca | Parámetros climáticos promedio de Pomalca | Parámetros climáticos promedio de Pomalca | Parámetros climáticos promedio de Pomalca | Parámetros climáticos promedio de Pomalca | Parámetros climáticos promedio de Pomalca | Parámetros climáticos promedio de Pomalca | Parámetros climáticos promedio de Pomalca | Parámetros climáticos promedio de Pomalca | Parámetros climáticos promedio de Pomalca |
| Mes                                       | Ene.                                      | Feb.                                      | Mar.                                      | Abr.                                      | May.                                      | Jun.                                      | Jul.                                      | Ago.                                      | Sep.                                      | Oct.                                      | Nov.                                      | Dic.                                      | Anual                                     |
| ----------------------------------------- | ----------------------------------------- | ----------------------------------------- | ----------------------------------------- | ----------------------------------------- | ----------------------------------------- | ----------------------------------------- | ----------------------------------------- | ----------------------------------------- | ----------------------------------------- | ----------------------------------------- | ----------------------------------------- | ----------------------------------------- | ----------------------------------------- |
| Temp. máx. media (°C)                     | 30                                        | 30.5                                      | 31.1                                      | 29.5                                      | 27.6                                      | 25.5                                      | 24.4                                      | 23.9                                      | 23.1                                      | 24.9                                      | 25.9                                      | 28.6                                      | 27.1                                      |
| Temp. media (°C)                          | 24.8                                      | 25.5                                      | 25.8                                      | 24.4                                      | 22.8                                      | 20.9                                      | 19.9                                      | 19.4                                      | 19.3                                      | 20.2                                      | 21                                        | 23                                        | 22.3                                      |
| Temp. mín. media (°C)                     | 19.6                                      | 20.5                                      | 20.5                                      | 19.3                                      | 18                                        | 16.4                                      | 15.4                                      | 14.9                                      | 15.5                                      | 15.5                                      | 16.1                                      | 17.5                                      | 17.4                                      |
| Fuente: climate-data.org                  |                                           |                                           |                                           |                                           |                                           |                                           |                                           |                                           |                                           |                                           |                                           |                                           |                                           |